# 藍帶槳麗魚
藍帶槳麗魚（学名：Eretmodus cyanostictus）為輻鰭魚綱鱸形目隆頭魚亞目慈鯛科的其中一種，分布於非洲坦干伊喀湖流域，體長可達9公分，棲息在含氧量高的水域，以岩石上的藻類及附著生物為食，生活習性不明，可做為觀賞魚。